# Віїра (Веріора)
Віїра (ест. Viira) — село в Естонії, входить до складу волості Веріора, повіту Пилвамаа.